# Ronde van Italië 2016/Vijfde etappe
De vijfde etappe van de Ronde van Italië 2016 werd gereden op 11 mei 2016 van Praia a Mare naar Benevento. De etappe was 233 kilometer lang en werd gewonnen door de Duitser André Greipel. 

## Verloop
Op de beklimming van de Fortino (derde categorie) was het peloton nog compleet. Damiano Cunego kwam hier als eerste boven. Kort hierna ontstond een vlucht met vier renners: Pavel Broett, Amets Txurruka, Daniel Oss en Aleksandr Foliforov. Het viertal had een maximale voorsprong van zeven minuten. Op een tiental kilometer van de meet werden ze door het peloton teruggepakt. Het kwam tot een sprint, die André Greipel met overmacht won. Bij deze sprint was Marcel Kittel afwezig, die reeds twee etappes in de sprint had gewonnen. Hij moest afhaken bij de eerste doorgang van de finishstraat, die heuvel op liep. Een aantal renners, waaronder Valverde, won vier seconden op leider Dumoulin, doordat het peloton in delen uit elkaar viel.

## Uitslag
| Praia a Mare - Benevento (233 km) |                    |                            |          |
| Plaats                            | Naam               | Ploeg                      | Tijd     |
| Winnaar                           | André Greipel      | Lotto Soudal               | 5u40'35" |
| 2                                 | Arnaud Démare      | FDJ                        | z.t.     |
| 3                                 | Sonny Colbrelli    | Bardiani CSF               | z.t.     |
| 4                                 | Bob Jungels        | Etixx-Quick Step           | z.t.     |
| 5                                 | Moreno Hofland     | Team LottoNL-Jumbo         | z.t.     |
| 6                                 | Manuel Belletti    | Wilier Triestina-Southeast | z.t.     |
| 7                                 | Rick Zabel         | BMC Racing Team            | z.t.     |
| 8                                 | Georg Preidler     | Team Giant-Alpecin         | z.t.     |
| 9                                 | Caleb Ewan         | Orica GreenEDGE            | z.t.     |
| 10                                | Aleksej Tsatevitsj | Team Katjoesja             | z.t.     |
| 11                                | Kristian Sbaragli  | Dimension Data             | z.t.     |
| 12                                | Ilnoer Zakarin     | Team Katjoesja             | z.t.     |
| 13                                | Alejandro Valverde | Movistar Team              | z.t.     |
| 14                                | Nicolas Roche      | Team Sky                   | + 4"     |
| 15                                | Luka Mezgec        | Orica GreenEDGE            | z.t.     |
|                                   |                    |                            |          |
| 40                                | Maxime Monfort     | Lotto Soudal               | + 4"     |

## Klassementen
| Algemeen klassement |                    |                    |           |
| Plaats              | Naam               | Ploeg              | Tijd      |
| Roze trui           | Tom Dumoulin       | Team Giant-Alpecin | 19u40'48" |
| 2                   | Bob Jungels        | Etixx-Quick Step   | + 16"     |
| 3                   | Diego Ulissi       | Lampre-Merida      | + 20"     |
| 4                   | Georg Preidler     | Team Giant-Alpecin | z.t.      |
| 5                   | Steven Kruijswijk  | Team LottoNL-Jumbo | + 24"     |
| 6                   | Vincenzo Nibali    | Astana Pro Team    | + 26"     |
| 7                   | Alejandro Valverde | Movistar Team      | + 27"     |
| 8                   | Ilnoer Zakarin     | Team Katjoesja     | + 35"     |
| 9                   | Jakob Fuglsang     | Astana Pro Team    | z.t.      |
| 10                  | Nicolas Roche      | Team Sky           | + 37"     |
|                     |                    |                    |           |
| 41                  | Maxime Monfort     | Lotto Soudal       | + 1'50"   |

| Puntenklassement |                    |                    |        |
| Plaats           | Naam               | Ploeg              | Punten |
| Rode trui        | Marcel Kittel      | Etixx-Quick Step   | 106    |
| 2                | Arnaud Démare      | FDJ                | 86     |
| 3                | Maarten Tjallingii | Team LottoNL-Jumbo | 80     |
| 4                | André Greipel      | Lotto Soudal       | 69     |
| 5                | Elia Viviani       | Team Sky           | 58     |

| Bergklassement |                    |                            |        |
| Plaats         | Naam               | Ploeg                      | Punten |
| Blauwe trui    | Damiano Cunego     | Nippo-Vini Fantini         | 14     |
| 2              | Nicola Boem        | Bardiani CSF               | 7      |
| 3              | Julen Amezqueta    | Wilier Triestina-Southeast | 6      |
| 4              | Maarten Tjallingii | Team LottoNL-Jumbo         | 5      |
| 5              | Stefano Pirazzi    | Bardiani CSF               | 4      |

| Jongerenklassement |                 |                             |           |
| Plaats             | Naam            | Ploeg                       | Tijd      |
| Witte trui         | Bob Jungels     | Etixx-Quick Step            | 19u41'04" |
| 2                  | Davide Formolo  | Cannondale Pro Cycling Team | + 41"     |
| 3                  | Sebastián Henao | Team Sky                    | + 1'18"   |
| 4                  | Stefan Küng     | BMC Racing Team             | + 1'26"   |
| 5                  | Carlos Verona   | Etixx-Quick Step            | + 1'27"   |

| Ploegenklassement (tijd) |                             |           |
| Plaats                   | Ploeg                       | Tijd      |
| 1                        | Astana Pro Team             | 59u03'53" |
| 2                        | Etixx-Quick Step            | + 9"      |
| 3                        | Team Katjoesja              | + 28"     |
| 4                        | Team Sky                    | + 34"     |
| 5                        | Cannondale Pro Cycling Team | + 40"     |

## Opgaves
- Omar Fraile (Dimension Data)
- Jakub Mareczko (Wilier Triestina-Southeast)

1e etappe ·
2e etappe ·
3e etappe ·
4e etappe ·
5e etappe ·
6e etappe ·
7e etappe ·
8e etappe ·
9e etappe ·
10e etappe ·
11e etappe ·
12e etappe ·
13e etappe ·
14e etappe ·
15e etappe ·
16e etappe ·
17e etappe ·
18e etappe ·
19e etappe ·
20e etappe ·
21e etappe
Startlijst · Eindstanden · Afbeeldingen